# Thanh xướng kịch
Một thanh xướng kịch (tiếng Anh: oratorio, phát âm tiếng Ý: [oraˈtɔːrjo]) là một tác phẩm âm nhạc lớn dành cho dàn nhạc giao hưởng, dàn hợp xướng và nghệ sĩ độc tấu. Giống như hầu hết các vở opera, một thanh xướng kịch bao gồm việc sử dụng một dàn hợp xướng, nghệ sĩ độc tấu, một dàn nhạc cụ, nhiều nhân vật có thể phân biệt được và các aria. Tuy nhiên, opera là nhạc kịch, trong khi thanh xướng kịch hoàn toàn là một tác phẩm hòa nhạc - mặc dù thanh xướng kịch đôi khi được dàn dựng như vở opera, và vở opera đôi khi được trình diễn dưới hình thức hòa nhạc. Trong một thanh xướng kịch, dàn hợp xướng thường đóng vai trò trung tâm và thường có rất ít hoặc không có sự tương tác giữa các nhân vật, cũng như không có đạo cụ hoặc trang phục phức tạp. Đặc biệt, sự khác biệt quan trọng nằm ở chủ đề của tác phẩm. Opera có xu hướng đề cập đến lịch sử và thần thoại, bao gồm những biểu tượng lâu đời về tình yêu lãng mạn, lừa dối và giết người, trong khi cốt truyện của thanh xướng kịch thường đề cập đến các chủ đề thiêng liêng nên thích hợp để biểu diễn trong nhà thờ. Các nhà soạn nhạc Tin lành lấy câu chuyện của họ từ Kinh thánh, trong khi các nhà soạn nhạc Công giáo tìm đến cuộc đời của các vị thánh, cũng như các chủ đề trong Kinh thánh. Thanh xướng kịch trở nên cực kỳ nổi tiếng ở Ý vào đầu thế kỷ 17 một phần là do sự thành công của opera và việc Nhà thờ Công giáo cấm đeo kính trong Mùa Chay. Thanh xướng kịch đã trở thành sự lựa chọn âm nhạc chính trong thời kỳ đó cho khán giả opera.